# Тейлор (округ, Кентукки)
Те́йлор (англ. Taylor County) — округ в штате Кентукки, США. Официально образован в 1848 году. По состоянию на 2010 год, численность населения составляла 24 512 человека.

## География
По данным Бюро переписи США, общая площадь округа равняется 717,560 км2, из которых 698,860 км2 суша и 18,700 км2 или 2,610 % это водоёмы.

## Население
По данным переписи населения 2000 года в округе проживает 22 927 жителей в составе 9 233 домашних хозяйств и 6 555 семей. Плотность населения составляет 33,00 человек на км2. На территории округа насчитывается 10 180 жилых строений, при плотности застройки около 15,00-ти строений на км2. Расовый состав населения: белые — 93,62 %, афроамериканцы — 5,06 %, коренные американцы (индейцы) — 0,10 %, азиаты — 0,18 %, гавайцы — 0,02 %, представители других рас — 0,32 %, представители двух или более рас — 0,70 %. Испаноязычные составляли 0,82 % населения независимо от расы.
В составе 30,90 % из общего числа домашних хозяйств проживают дети в возрасте до 18 лет, 56,40 % домашних хозяйств представляют собой супружеские пары проживающие вместе, 11,50 % домашних хозяйств представляют собой одиноких женщин без супруга, 29,00 % домашних хозяйств не имеют отношения к семьям, 26,00 % домашних хозяйств состоят из одного человека, 12,20 % домашних хозяйств состоят из престарелых (65 лет и старше), проживающих в одиночестве. Средний размер домашнего хозяйства составляет 2,41 человека, и средний размер семьи 2,89 человека.
Возрастной состав округа: 23,40 % моложе 18 лет, 10,40 % от 18 до 24, 26,90 % от 25 до 44, 24,10 % от 45 до 64 и 24,10 % от 65 и старше. Средний возраст жителя округа 38 лет. На каждые 100 женщин приходится 92,70 мужчин. На каждые 100 женщин старше 18 лет приходится 88,70 мужчин.
Средний доход на домохозяйство в округе составлял 28 089 USD, на семью — 33 854 USD. Среднестатистический заработок мужчины был 26 633 USD против 20 480 USD для женщины. Доход на душу населения составлял 15 162 USD. Около 14,20 % семей и 17,50 % общего населения находились ниже черты бедности, в том числе — 23,70 % молодёжи (тех, кому ещё не исполнилось 18 лет) и 18,30 % тех, кому было уже больше 65 лет.